# Orleansstraße
Die Orleansstraße ist eine Innerortsstraße im Stadtbezirk Au-Haidhausen (Nr. 5) von München.

## Verlauf
Die Straße beginnt an der Balanstraße in Fortsetzung der Auerfeldstraße und verläuft nordwestlich parallel zu den Bahngleisen der Bahnstrecke München–Rosenheim und des Ostbahnhofs als östliche Begrenzung des Franzosenviertels bis zum Haidenauplatz, an dem sie in die zum Prinzregentenplatz führende Grillparzerstraße übergeht.

## Öffentlicher Verkehr
Die Straße wird durch den U-Bahnhof Ostbahnhof, den die U-Bahn-Linie U 5 bedient, und die S-Bahn-Station Ostbahnhof, die in den Bahnhof München Ost integriert ist, erschlossen. Zwischen dem Orleansplatz und dem Haidenauplatz verkehrt die Straßenbahnlinie 21, am Orleansplatz befindet sich auf dem Bahnhofsvorplatz ein großer Busbahnhof. Verschiedene Buslinien, darunter die Expressbuslinie X30, verkehren über die gesamte Länge der Straße.

## Namensgeber
Die Straße ist in Erinnerung an die Einnahme der Stadt Orléans im Deutsch-Französischen Krieg 1870/71 benannt.

## Charakteristik

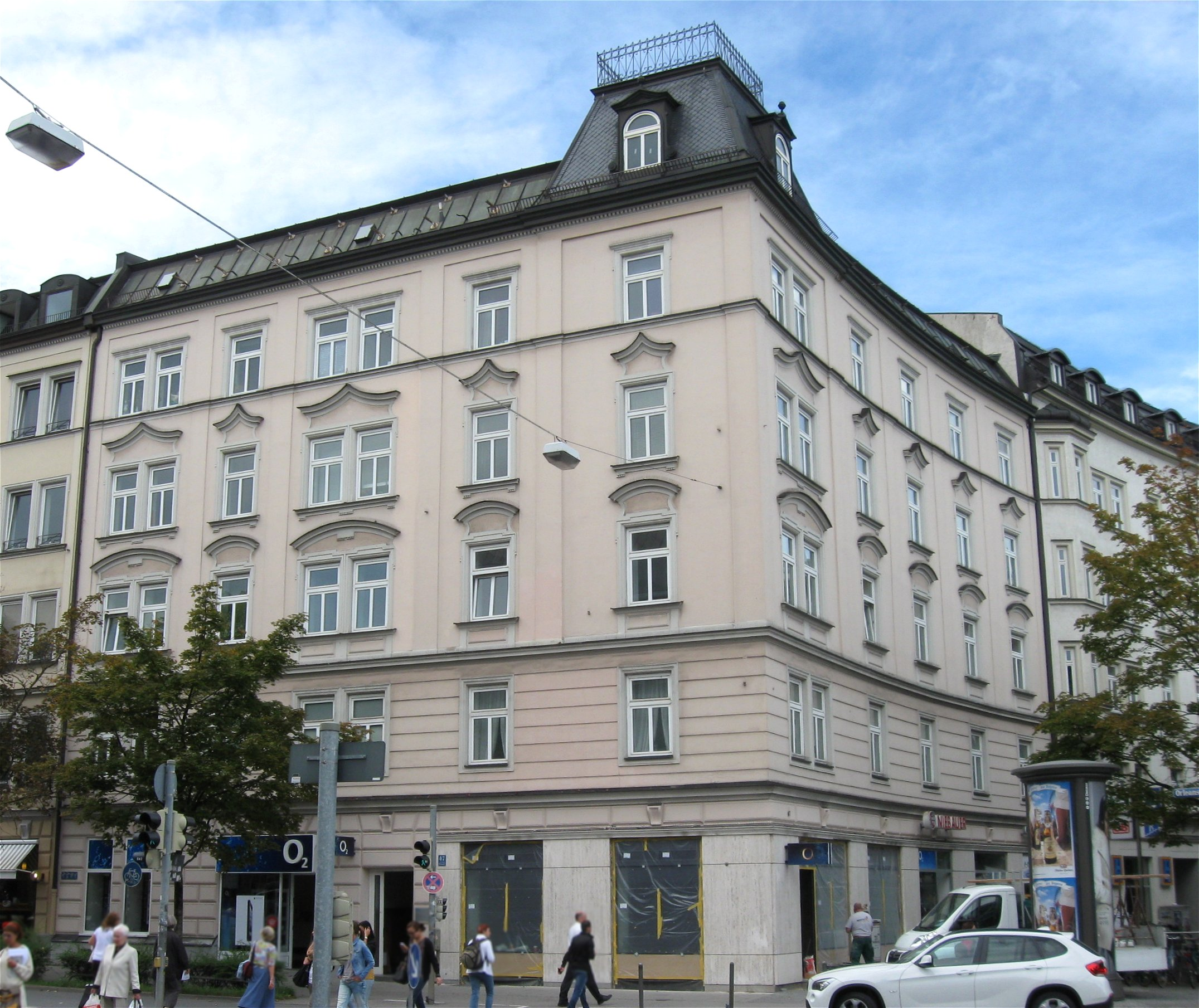
Orleansstraße 47

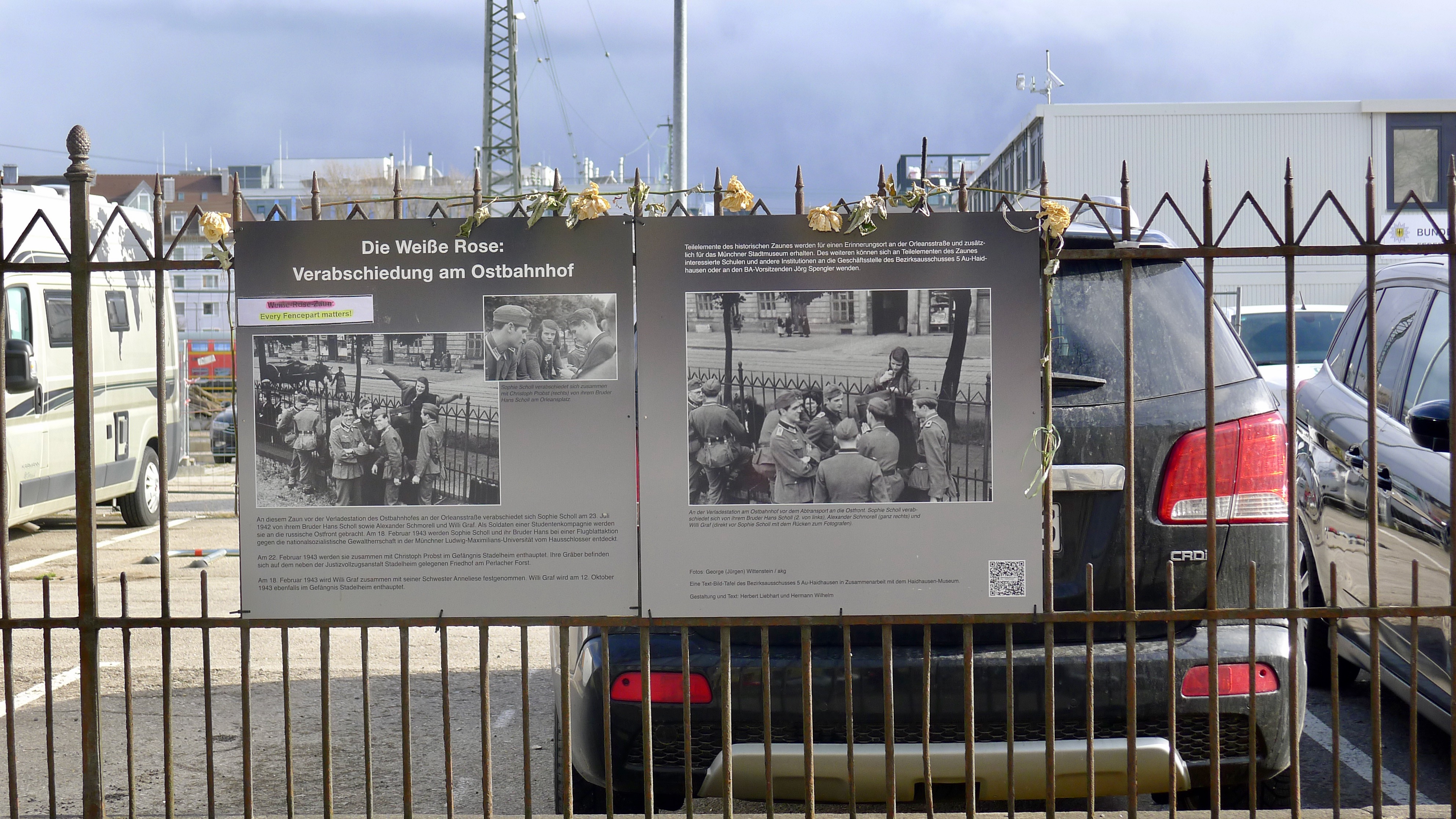
Weiße-Rose-Erinnerungsstätte

Die Straße schließt das Haidhauser Franzosenviertel (Ostbahnhofviertel, Ensemble E-1-62-000-48) nach Osten ab. An ihrer Westseite steht nur von der Postwiese unterbrochene überwiegend gründerzeitliche Bebauung sowie einige Hotels, während die Ostseite zur Bahn hin nördlich des Orleansplatzes (immer noch) weitestgehend unbebaut (und teilweise bis vor kurzem von Gebrauchtwagenhandlungen belegt) ist. Hier befindet sich an einem Eisenzaun, der abgerissen werden soll, das Erinnerungsfoto für die Widerstandsgruppe Weiße Rose. Südlich des Orleansplatzes wurden schulische Einrichtungen (Berufsbildungszentrum) errichtet.

## Denkmalgeschützte Bauwerke

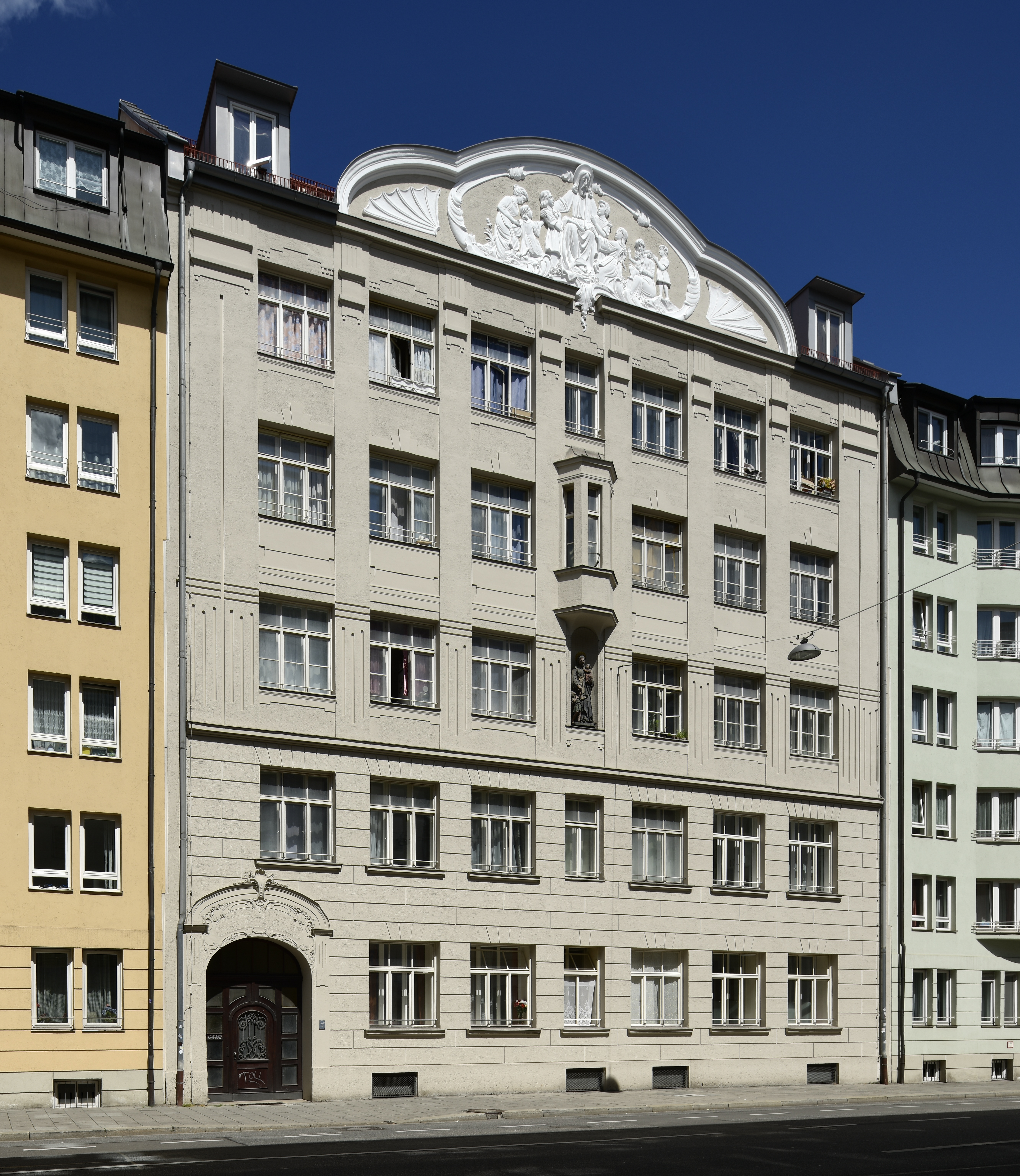
Orleansstraße 11a

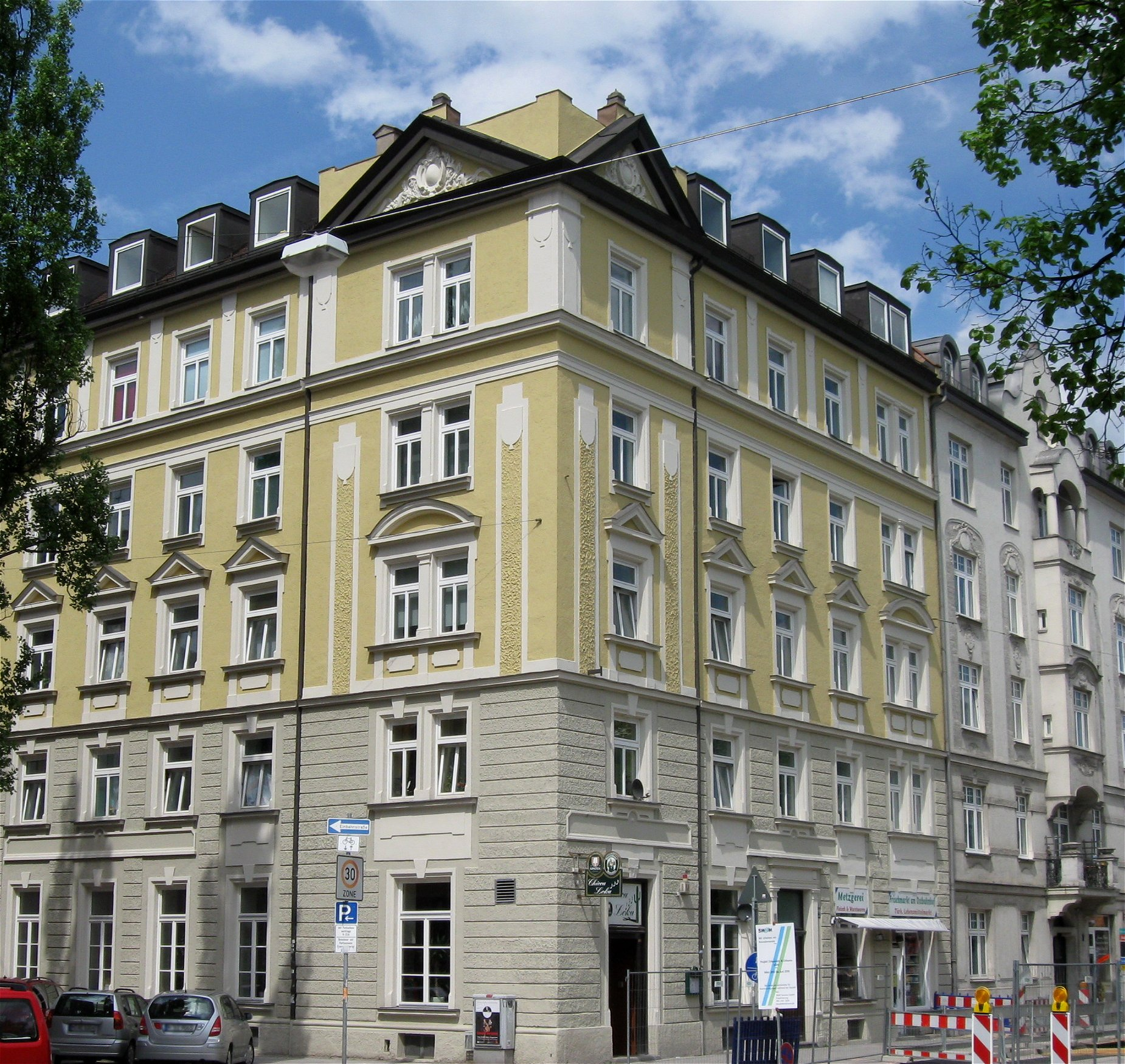
Orleansstraße 39

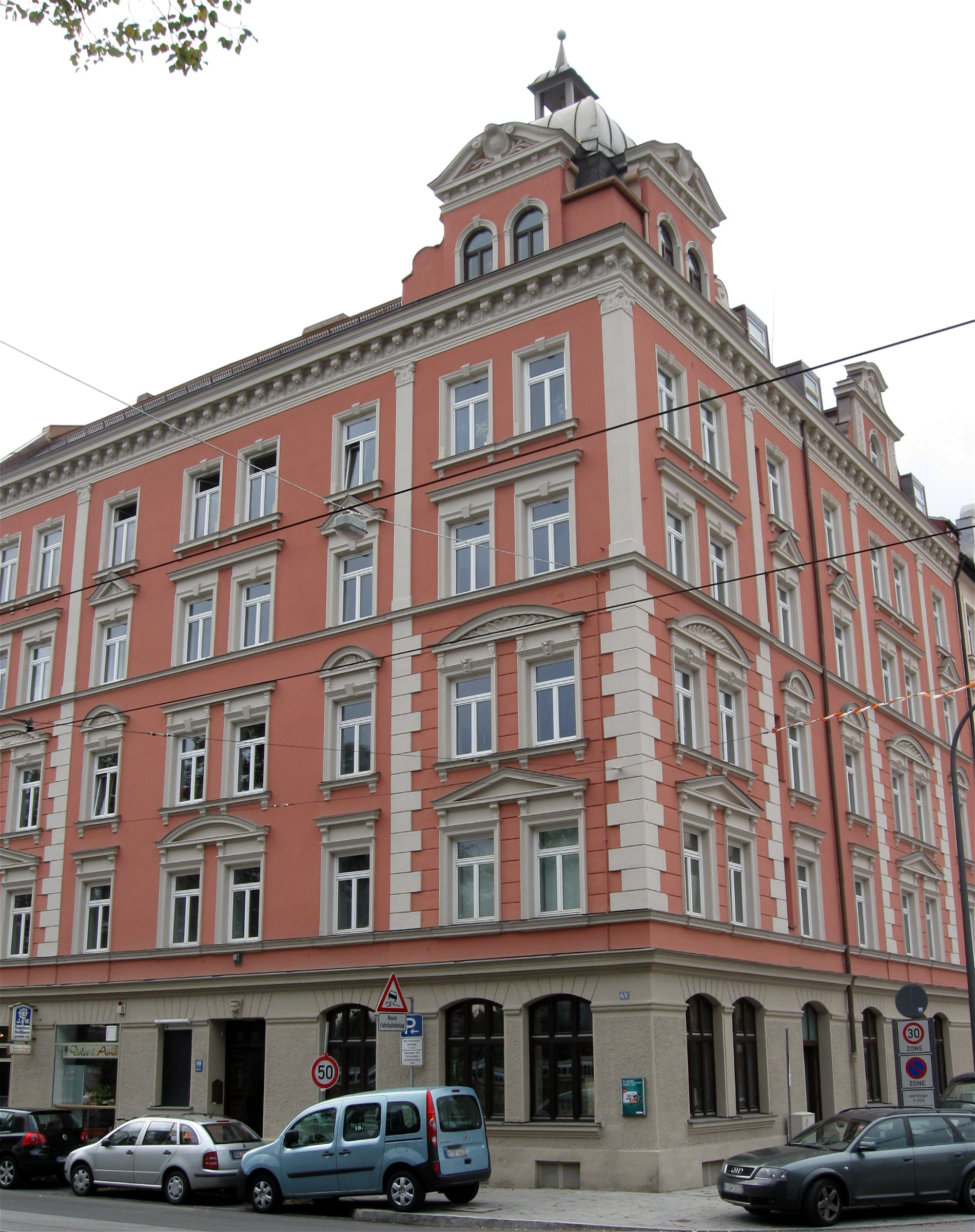
Orleansstraße 69, Eckhaus zur Spicherenstraße

- Denkmalgeschützt sind die Mietshäuser Hausnr. 6, 8, 10, 13, 15, 33, 35, 37, 39, 41, 43, 45, 45a, 47 (neubarock, reich gegliedert, mit Eckaufsatz, südwestlicher Eckpfeiler des Rondells am Orleansplatz), 1893/94 (von G. Müller)[2], 51, 53, 55, 57, 59, 61, 63, 65, 67 und 69 sowie das Bürohaus Nr. 11a. Einzelheiten, weitere Bilder und Nummern in der Denkmalliste siehe die Liste der Baudenkmäler in Haidhausen. Hinzu kommt das reich dekorierte Eckhaus Orleansplatz 6a (Hotel Stadt Rosenheim).